# Winter Carols
Winter Carols è il sesto album dei gruppo musicale Blackmore's Night. È un disco di ispirazione natalizia, come si può dedurre anche dalla copertina, che raffigura la stessa strada che è sull'album Under a Violet Moon (e che si trova a Rothenburg), ma d'inverno. Molti brani dell'album sono canti tradizionali riarrangiati da Ritchie Blackmore. Il brano Wish You Were Here è una cover dei Rednex ed era già comparso nell'album d'esordio Shadow of the Moon.

## Tracce
1. Hark the Herald Angels Sing/Come All Ye Faithful - 3:50 (tradizionale)
2. I Saw Three Ships - 2:40 (tradizionale)
3. Winter (Basse Dance) - 3:08 (Ritchie Blackmore)
4. Ding Dong Merrily on High - 3:16 (tradizionale)
5. Ma-O-Tzur - 2:19 (tradizionale)
6. Good King Wenceslas - 4:44 (tradizionale)
7. Lord of the Dance / Simple Gifts - 3:34 (Sydney Carter / Joseph Brackett)
8. We Three Kings - 4:49 (tradizionale)
9. Wish You Were Here - 5:02 (cover dei Rednex)
10. Emmanuel - 3:39 (tradizionale)
11. Christmas Eve – 4:20 (Ritchie Blackmore / Candice Night)
12. We Wish You a Merry Christmas - 1:21 (tradizionale)[2]